# Envuelto

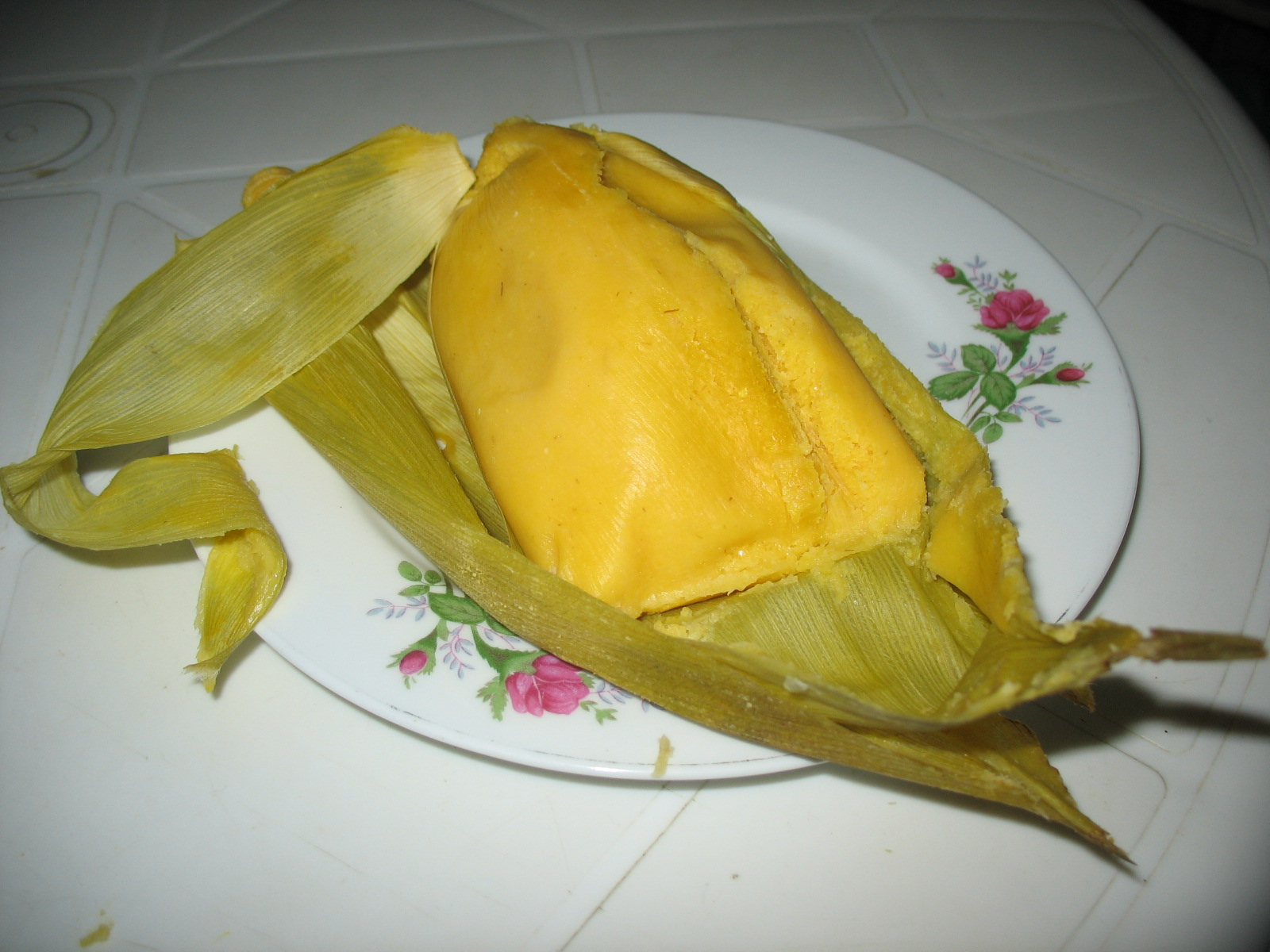
Bollo o envuelto de mazorca.

El envuelto, bollo, subido, chuspado o chupado designa a una serie de alimentos de origen americano a base de maíz, yuca, plátano, entre otros, que se envuelven en hojas de maíz o plátano principalmente, y son cocinados en agua hirviendo.

## Etimología
El término tamal proviene del náhuatl tamalli, que significa envuelto.
Chuspado puede tener su origen en la palabra chuspa que en quechua significa talega o bolsa. La interpretación de Storni: Chus, hueco; pa, guardar. Otra consideración hace Pedro José Ramírez Sendoya al definir chupado: Comida para viaje o intermedia, del quechua chupe, comida.

## Origen
A lo largo de todos los territorios de América se hace uso de este proceso que utiliza hojas de vegetales como un empaque para realizar la cocción de las viandas, que en algunas ocasiones puede ser comestible. Para el sellado utilizan fibras vegetales como la pita de fique. 
Pertenecen a este método de preparación: el bollo, los envueltos en yuca, maíz, choclo o plátano, la humita, los insulsos, la pamoña y el tamal.
Como muchos de los desarrollos americanos después de 1492, este proceso de conservación de alimentos fue rebautizado en las diferentes regiones de América por los componentes adicionados en la presentación gastronómica.

## Descripción
El propósito de esta fórmula gastronómica es la conservación de alimentos, que después de complejas manipulaciones, consiguen condiciones, que logran preservarlos por variados periodos de tiempo por la modificación de las condiciones; ambientales, protección contra microorganismos y propiedades organolépticas de los alimentos. Esto en realidad aumenta el periodo durante el cual los alimentos se conservan útiles para el consumo.